# Viktorya Kosova
Viktorya Viktorivna Kosova (Oekraïens: Вікторія Вікторівна Косова) (Kiev, 18 september 1988) is een Oekraïens actrice en danseres. Doordat ze drietalig is, ze spreekt vloeiend Oekraïens, Russisch en Engels, speelt ze vaak een buitenlandse in Oekraïens televisieseries. In Nederland en België is ze vooral bekend voor haar rol als de Moldavische Nastya in het tweede seizoen van de televisieserie Matroesjka's.

## Biografie
Van september 2005 tot juni 2007 studeerde ze aan de Karpenko-Kary National University of Theatre. In 2007 werd ze gekozen voor de rol van Nastya in de Belgische serie Matroesjka's 2. Naast acteren is ze ook professioneel danseres in zowel Klassiek ballet, Jazzballet, Streetdance, Hiphop en Tapdance. Van mei 2011 tot en met juli 2012 maakte ze onderdeel uit van de in Oekraïne bekende meidengroep Goryachiy shokolad (Nederlands: Hete Chocolade).